# オソン1世

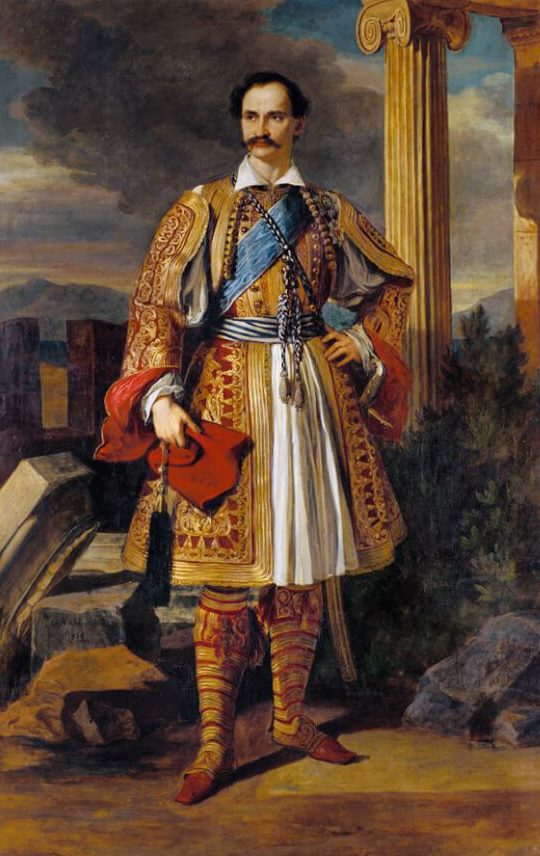
ギリシャの伝統衣装を着たオソン１世

オソン1世（またはオトン1世、オットー1世、ギリシア語: Όθων、全名オソン・フリデリコス・ルドヴィコス、ギリシア語: Όθων-Φρειδερίκος-Λουδοβίκος、原全名オットー・フリードリヒ・ルートヴィヒ・フォン・ヴィッテルスバッハ、ドイツ語: Otto Friedrich Ludwig von Wittelsbach、1815年6月1日 - 1867年7月26日）は、初代ギリシャ国王（在位：1833年2月6日 - 1862年10月23日）。1832年にイギリス、フランス、ロシア間で行われたロンドン会議に基づき即位した。

## 生涯

### ドイツ人のギリシャ国王
オーストリアのザルツブルクで生まれた。父はヴィッテルスバッハ家のバイエルン国王ルートヴィヒ1世、母はザクセン＝ヒルトブルクハウゼン公女テレーゼ。兄にバイエルン国王マクシミリアン2世、弟にバイエルン摂政ルイトポルトがいる。
ギリシャ独立戦争の結果、オスマン帝国からの独立を達成したギリシャの政治体制について、欧州列強は君主国とすることが適当であるとの結論に達した。初代国王としては、東ローマ皇帝の血を引き、列強に対して中立の立場にあるバイエルンのオットー王子をオソン1世として即位させることになった。
1832年、オソンは18歳になって間もなく、当時ギリシャの首都が置かれていたペロポネソス半島のナフプリオに上陸した。彼の周囲にはバイエルンの宮廷から連れてきた多くの廷臣たちがつき従っていた。新国家の財政については英仏露三国およびロスチャイルド家が保証することになったが、彼らはギリシャの経済状況が思わしくないことを国王に示唆した。 新政府が国民にかけた税金はオスマン帝国時代以上に重たいものだった。国王はギリシャの風習に何の興味も示さず、宗教もギリシャ正教に改宗せずカトリックを信仰し続けた。ただし、ギリシャの文化財流出を防ぐための「記念物法」は1834年に施行されている。
1837年にオソンはドイツを訪問し、オルデンブルク大公パウル・フリードリヒ・アウグストの娘アマーリエ（ギリシア名アマリア）と結婚した。結婚式はギリシャでは開かれなかった。新しく誕生した王妃は政治に干渉し、国民の君主制に対する支持はさらに失われていった。ギリシャの民心を掴もうとして、1841年にクレタ島を併合しようとした動きは列強によって制せられた。

### クーデターと退位
1843年、ギリシャからバイエルンの軍隊が撤退すると、ただちにギリシャ軍によるクーデターが起き、憲法の制定を認めさせられた。憲法により設置された議会によって、さらに英国艦隊がアテネ近郊のピレウス港を封鎖する事件が発生すると、国王の権威はさらに弱まった。
キリスト教国によって過去の東ローマ帝国を再建しようとする夢（メガリ・イデア）を持っていたオソンは、1854年にクリミア戦争が勃発すると、オスマン帝国に対して宣戦布告したが、結果は不首尾に終わった。1861年にはディロシオス(el)と名乗る学生が王妃を暗殺しようとしたが、彼の行動は民衆から歓呼で迎えられた。1862年に再びクーデターが起こると、暫定政府は国民議会の開催を決め、国王夫妻はイギリス艦でギリシャを出国してバイエルンへと向かった。

### 最期
退位後もオソンはギリシャの伝統衣装を着続け、1866年にクレタ島でオスマン帝国に対する反乱が起きた際には自身の財産から武器を購入し反乱側に手渡したといわれる。1867年、バイエルン北部のバンベルクで死去し、遺体はミュンヘンに葬られた。 

## 人物
- ロジェ・グルニエによれば、オソンは自分を犬だと思い込んで、地面におかれた皿の餌を手を使わずに食べたということである。[3]